# Yugawara
Yugawara (jap. 湯河原町, -machi) ist eine Kleinstadt auf der japanischen Hauptinsel Honshū im Landkreis Ashigarashimo in der Präfektur Kanagawa.

## Geographie
Yugawara liegt südwestlich von Tokio und Yokohama an der Sagami-Bucht.

## Verkehr
- Straße:
  - Nationalstraße 135
- Zug:
  - JR Tōkaidō-Hauptlinie nach Tokio oder Atami

## Söhne und Töchter der Stadt
- Yukiya Amano (1947–2019), Diplomat, Generaldirektor der IAEA
- Ryōsuke Hisadomi (* 1991), Fußballspieler

## Angrenzende Städte und Gemeinden
- Präfektur Kanagawa
  - Odawara
  - Hakone
  - Manazuru
- Präfektur Shizuoka
  - Atami
  - Kannami